# سام هنري
سام هنري (بالإنجليزية: Sam Henry) هو طبال أمريكي، ولد في 28 ديسمبر 1956.